# Ideonella sakaiensis
Ideonella sakaiensis 201-F6 è un batterio della famiglia Comamonadaceae capace di digerire il polietilene tereftalato (PET) attraverso l'idrolisi delle catene polimeriche. La scoperta della nuova specie e dei suoi meccanismi metabolici è stata pubblicata su Science nel marzo 2016. 
Il nome deriva da Sakai, città del Giappone nella prefettura di Fukui, dalla quale proveniva il campione di rifiuti solidi urbani contenente il ceppo batterico da cui la nuova specie è stata isolata.

## Scoperta
La scoperta del batterio è stata pubblicata nel 2016 da Shosuke Yoshida et al., sulla rivista Science, ed è il frutto di uno studio condotto da scienziati e ricercatori di vari atenei giapponesi, guidati da Kohei Oda del Kyoto Institute of Technology e da Kenji Miyamoto della Università Keio.
La scoperta è avvenuta nel corso di una ricerca sistematica su colonie batteriche osservate su 250 campioni estratti da detriti di PET, al fine di studiare la biologia dei batteri che utilizzano il PET come fonte primaria di carbonio. 
Si tratta della prima scoperta di un batterio in grado di degradare polimeri plastici: in precedenza, le pochissime specie biologiche conosciute a esibire tali qualità appartenevano tutte al regno dei funghi.
Sebbene i poliesteri, cioè il gruppo cui appartiene il PET, siano più comunemente dei prodotti sintetici, esistono anche in natura. Fanno per esempio parte del rivestimento protettivo di alcune foglie e diverse specie di batteri ne approfittano da milioni di anni e si sono evoluti, adattandosi ai cambiamenti necessari per continuare a proliferare basando la loro dieta su questi composti. 
Il PET è una delle plastiche più diffuse in tutto il mondo e una delle principali fonti di inquinamento dei fiumi e dei mari, eppure è in circolazione in grandi quantità da poco più di 50 anni: è quindi notevole che in un tempo così breve una specie di batterio si sia evoluta per nutrirsi di qualcosa che non esisteva prima in quella forma, creata dagli esseri umani.

## Processo biochimico
Tra i ceppi esaminati, ve n'era uno, a cui è stato dato il nome di Ideonella sakaiensis 201-F6, che si è mostrato capace di degradare in modo quasi completo un film sottile di polietilentereftalato attraverso un processo di "digestione" che richiede sei settimane di tempo a una temperatura di 30 gradi.
Il risultato finale è che il polimero, molto stabile e resistente, viene biodegradato in acido tereftalico e glicole etilenico, due monomeri.

### Enzimi coinvolti
Il processo è determinato dall'azione di due soli enzimi: il primo di questi (ISF6 4831),  battezzato PETase, si attiva in presenza di acqua e si è mostrato in grado di scindere il PET in una sostanza intermedia; interviene, quindi, un secondo enzima, MHETase (ISF6 0224), che si occupa della completa degradazione.
Analizzando la struttura del PETase tramite fasci di raggi X dalla luce di sincrotrone prodotta dal Diamond Light Source, un team di ricercatori dell'Università di Portsmouth e del National Renewable Energy Laboratory (NREL)  del Department of Energy degli Stati Uniti ha realizzato un dettagliato modello tridimensionale dell'enzima.
Grazie all'aiuto dei modelli computazionali della University of South Florida e della Università di Campinas, è stato possibile osservarne la stretta similitudine con la struttura dell'enzima cutinase (che catalizza l'idrolisi in monomeri del polimero naturale cutina), da cui si differenzia per la presenza di un sito attivo più aperto, in grado di accettare polimeri artificiali. Nel tentativo di verificare un'ipotesi evolutiva sulla struttura dell'enzima PETase, il gruppo di ricerca ha ingegnerizzato per caso una versione mutata dell'enzima con prestazioni di maggior efficienza rispetto all'originale.  L'enzima modificato si è mostrato in grado di degradare anche il PEF (polietilene furandicarbossilico), una bioplastica che è stata proposta come sostituto del PET nella fabbricazione di bottiglie per bevande.

## Implicazioni scientifiche e possibili applicazioni pratiche
Nonostante il processo biochimico di degradazione del polimero richieda un tempo piuttosto lungo, dell'ordine delle settimane per disgregare un film plastico sottile, si ritiene che il batterio abbia potenziali utilizzi nel riciclaggio della plastica all'interno del complessivo ciclo di gestione dei rifiuti in un'ottica di economia circolare. Un impiego degli enzimi su scala industriale può essere permesso da ulteriori miglioramenti nell'efficienza degli enzimi coinvolti.
A tal proposito i ricercatori dell’Università di Portsmouth nel Regno Unito hanno analizzato il principale enzima che rende il PET digeribile per questi microrganismi e basandosi su alcune osservazioni eseguite al microscopio elettronico, ne hanno compreso meglio la forma e la struttura. L’analisi ha permesso di identificare alcuni punti deboli dell’enzima, che possono essere corretti per potenziare gli effetti della PETasi e accelerarne i processi di smaltimento della plastica.
ISF6 4831 e ISF6 0224, i due enzimi coinvolti nel processo, appaiono estremamente unici nella loro funzione biochimica, se paragonati agli enzimi in più stretta correlazione tra quelli conosciuti in altre specie batteriche, una circostanza che solleva importanti questioni scientifiche sul come si è compiuta l'evoluzione di questi batteri che si nutrono di plastica.